# Władysław Adamski
Władysław Roman Adamski (* 23. Mai 1963 in Ruda Śląska) ist ein polnischer Politiker (SLD). Er war Abgeordneter des Sejm in der I., II. und III. Wahlperiode.

## Leben und Beruf
Adamski arbeitete von 1983 bis 1991 im Bekleidungsunternehmen „Wólczanka“. Daneben absolvierte er eine Ausbildung an der technischen Oberschule für Bekleidung in Ostrowiec Świętokrzyski, die er 1989 abschloss. Er engagierte sich in der Gewerkschaft der Leichtindustriearbeiter und wurde 1990 in deren nationalen Föderationsrat gewählt. Später studierte er Philosophie an der Universität Warschau und schloss dieses Studium 2008 ab.

## Politik
Bei der ersten vollständig freien Sejmwahl 1991 wurde er für die SLD gewählt. Bei den Wahlen 1993 und 1997 wurde er jeweils wiedergewählt. 2001 kandidierte er nicht erneut und schied so aus dem Sejm aus. Er trat 2002 aus der SLD aus und kandidierte bei den Selbstverwaltungswahlen 2002 als unabhängiger Kandidat für das Amt des Stadtpräsidenten von Ostrowiec Świętokrzyski, scheiterte aber bereits im ersten Wahlgang mit 11,0 % der Stimmen als Viertplatzierter.